# Алтунино (Самарская область)
Алтунино — деревня в Шенталинском районе Самарской области. Входит в сельское поселение Четырла.

## География
Находится на расстоянии примерно 29 километров по прямой на восток-северо-восток от районного центра станции Шентала.

## История
Известна с 1850 года. В 1859 году учтено 91 дворов и 547 жителей.

## Население
Постоянное население составляло 46 человек (русские 98%) в 2002 году, 23 в 2010 году.